# المدرسة اليابانية بالرياض
المدرسة اليابانية بالرياض (باليابانية: リヤド日本人学校) ، هي مدرسة يابانية دولية تهدف لتدريس طلبة من أبناء وبنات الجالية اليابانية في العاصمة السعودية الرياض.